# Mika Waltari

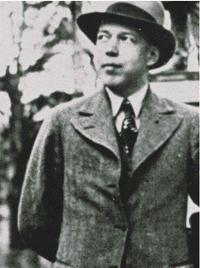
Mika Waltari 1935

Mika Toimi Waltari [ˈmikɑ ˈvɑltɑri]  (* 19. September 1908 in Helsinki; † 26. August 1979 ebenda) war einer der erfolgreichsten Schriftsteller Finnlands. Seine Werke wurden in mehr als 30 Sprachen übersetzt.

## Leben

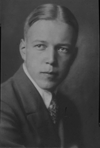
Mika Waltari 1928

Mika Waltari kam 1908 in Helsinki als Sohn des lutherischen Pastors und Lehrers Toimi Armas Waltari und dessen Frau Olga Maria Johansson zur Welt. 1912 zog die Familie für zwei Jahre nach Mikkeli, wo Toimi Waltari einige Romane und Kinderbücher verfasste, unter anderem das Buch Unohdettuja (1912), das auf seinen Erfahrungen als Gefängniskaplan basierte. Kurz nach der Rückkehr nach Helsinki verstarb Toimi Waltari im Alter von 32 Jahren, als Mika fünf Jahre alt war. Er und seine zwei Brüder wurden daraufhin von seiner Mutter, die als Beamtin im öffentlichen Dienst arbeitete, und seinen beiden Onkeln, dem Theologen Toivo Waltari und dem Ingenieur Jalo Sihtola, erzogen. 1926 machte Mika Waltari seinen Schulabschluss an der Helsingin Suomalainen Normaalilyseo und begann auf Wunsch seiner Mutter ein Studium der Theologie an der Universität Helsinki, wandte sich aber bald den Fächern Literaturwissenschaft und Philosophie zu, in denen er 1929 seinen Abschluss machte.
Danach arbeitete er zunächst als Journalist, Übersetzer und Literaturkritiker. Bereits 1925 veröffentlichte er sein erstes eigenes literarisches Werk. Ab 1938 war er als freier Schriftsteller tätig. Er verfasste Lyrik, Erzählungen (Ein Fremdling kam auf den Hof) und Kriminalromane (Kommissar Palmu), die er zum Teil unter den Pseudonymen Leo Arne, Kristian Korppi, Leo Rainio und Mikael Ritvala veröffentlichte. Ab 1957 war er Mitglied der finnischen Akademie. 1970 wurde ihm von der Universität Turku der Ehrendoktortitel verliehen. Mika Waltari wurde auf dem Friedhof Hietaniemi beigesetzt.
Am bekanntesten sind seine historischen Romane, für die er jeweils ein intensives Quellenstudium betrieb. Einen Welterfolg erreichte er mit Sinuhe der Ägypter, einem Roman über das bewegte Leben eines ägyptischen Arztes zur Zeit des Pharao Echnaton, der 1954 mit Edmund Purdom und Victor Mature verfilmt wurde.
Waltaris literarischer Stil ist gekennzeichnet durch eine Kombination aus Nüchternheit, Melancholie und subtilem Humor. Für seine Werke bezeichnend ist eine scheinbar einfache, schlichte Sprache, die darauf verzichtet, den Leser mit Ausschmückungen zu beeindrucken, und die gerade dadurch in ihrer Wirkung umso effektiver sein kann. Wiederkehrende Thematik ist die Schicksalhaftigkeit der menschlichen Existenz und die Frage nach religiöser Erkenntnis.
Im Jahr 2008 fand im Ateneum eine große Ausstellung zu Ehren Mika Waltaris statt, die zeitgenössische Maler präsentierte; so etwa Yrjö Saarinen, Eemu Myntti, Mauno Markkula, Aimo Kanerva usw., die zu seiner Zeit bedeutende Vertreter der finnischen Malerei waren. Im Oktober 2000 wurde in Helsinki die finnische Mika Waltari-Gesellschaft (finnisch: Mika Waltari -seura) gegründet, die sich zum Ziel setzt, der Öffentlichkeit Leben und Werk des Schriftstellers vorzustellen und die wissenschaftliche Beschäftigung mit dem Autor zu fördern. Auf ihrer Internetseite ist ein vollständiges Werkverzeichnis des Autors sowie eine Bibliographie der fremdsprachigen Übersetzungen seiner Werke abrufbar.
Die finnische Rockband Waltari benannte sich nach ihm, und auch der Asteroid (4266) Waltari ist nach dem Schriftsteller benannt.

## Deutsche Übersetzungen
Fast sämtliche deutsche Übersetzungen der Romane und Erzählungen Waltaris, denen besonders von den 1950er bis in die 1970er Jahre großer Erfolg auf dem deutschen Buchmarkt beschieden war, erfolgten nicht aus dem finnischen Original, sondern über Brückensprachen, in der Regel über das Schwedische oder Englische. So beruht die deutsche Übersetzung von Sinuhe Egyptiläinen (Sinuhe der Ägypter) von Charlotte Lilius auf der leicht gekürzten schwedischen Übersetzung von Ole Torvalds, die bei der Übertragung ins Deutsche nochmals leicht gekürzt wurde. Die Romane Mikael Karvajalka (Michael der Finne) und dessen Fortsetzung Mikael Hakim (Der Renegat des Sultans) wurden von Ernst Doblhofer aus dem Englischen übersetzt, wobei die englischen Übersetzungen wiederum auf schwedischen Übertragungen der Romane beruhen und die Romane von Übersetzung zu Übersetzung mehr Kürzungen hinnehmen mussten. So ist Doblhofers deutsche Übersetzung von Mikael Karvajalka im Vergleich zum finnischen Original um ca. 40 Prozent gekürzt. Erst im Jahre 2013 begann der Kübler Verlag mit der Herausgabe mehrerer historischer Romane Waltaris erstmals in ungekürzter Übersetzung aus dem Finnischen, und im Herbst 2014 brachte der Kölner Verlag Bastei Lübbe die erste ungekürzte, direkt auf das finnische Original zurückgehende deutsche Übersetzung des Romans Sinuhe der Ägypter heraus (Übersetzer: Andreas Ludden).

## Werke (Auswahl)

### Historische Romane
- Sinuhe der Ägypter (Sinuhe egyptiläinen), 1945 (Ägypten zur Zeit Echnatons)
- Turms der Unsterbliche (Turms kuolematon), 1955 (Griechenland, Italien im 5. Jahrhundert v. Chr., Etrusker, Lars Porsenna)
- In diesem Zeichen / Im Zeichen des Herrn (Valtakunnan salaisuus), 1959 (Jesus aus Perspektive eines Römers)
- Minutus der Römer (Ihmiskunnan viholliset), 1964 (Fortsetzung von In diesem Zeichen, Rom im 1. Jahrhundert n. Chr.)
- Der dunkle Engel (Johannes Angelos), 1952 (Belagerung von Konstantinopel (1453))
  - Johannes Peregrinus (Nuori Johannes), 1981 (Vorgeschichte zum Dunklen Engel, postum veröffentlicht)
- Michael der Finne (Mikael Karvajalka), 1948 (Finnland, Deutschland, Spanien, Rom im 16. Jahrhundert, Sacco di Roma)
- Der Renegat des Sultans (Mikael Hakim), 1949 (Fortsetzung von Michael der Finne, Wien, Istanbul, Aleppo, Bagdad)
- Karin Magnustochter (Kaarina Maununtytär), 1942 (Schweden, Finnland im 16. Jahrhundert, Karin Månsdotter)
- Königin des Kaiserballs / Zwischenspiel in Borga (Tanssi yli hautojen), 1949 (Finnlands Verhandlungen mit Zar Alexander I. von Russland 1809)

### Andere Werke
- 1936: Stadt der Leiden und der Freuden (Surun ja ilon kaupunki), deutsche Übersetzung von Rita Öhquist, Wuppertal 1948
- 1937: Der Fremde / Ein Fremdling kam auf den Hof (Vieras mies tuli taloon)
- 1940: Kommissar Palmu (Komisario Palmun erehdys)
- 1943: Fine van Brooklyn, deutsche Übersetzung von Andreas Ludden, Lampertheim 2014
- 1947: Die Pariser Krawatte (Pariisilaissolmio), deutsche Übersetzung von Andreas Ludden, Lampertheim 2014
- 1949: Vor Einbruch der Nacht (Neljä päivänlaskua), deutsche Übersetzung aus dem Englischen von Elfriede Wagner, Wien 1955
- 1953: Kuun maisema
- 1962: Tähdet kertovat, komisario Palmu!